# Florian Streso

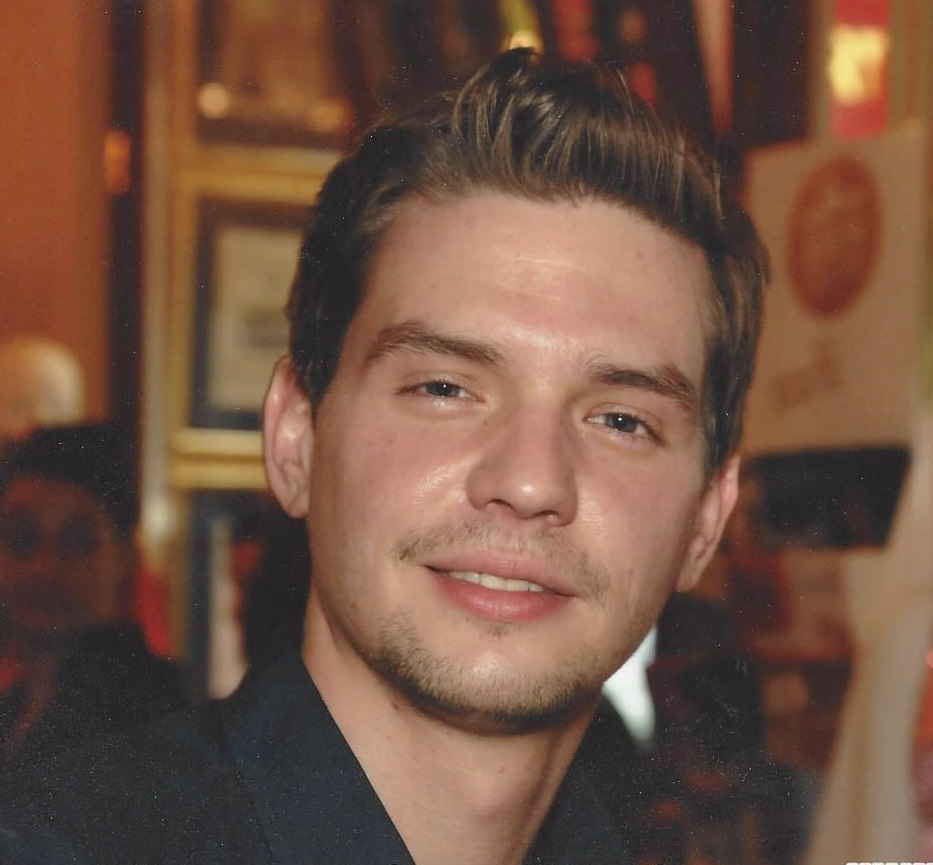
Florian Streso

Florian Streso ist ein deutscher Radiojournalist, Musiker und Medienschaffender.

## Leben
Streso, Sohn einer Lehrerin und eines Rechtsanwalts, besuchte bis 2001 das Johann-Gottfried-Herder-Gymnasium in Berlin-Lichtenberg, bestritt jedoch die Sekundarstufe II auf dem Wilhelm-von-Siemens-Gymnasium in Marzahn, wo er 2004 sein Abitur machte.
Nach dem Zivildienst durchlief er ab 2005 ein Praktikum in der Redaktion des Radiosenders BB Radio in Potsdam-Babelsberg, gefolgt von einem einjährigen Volontariat in der On Air Promotion desselben Senders. Von 2007 bis 2014 war er Leiter der On Air Promotion BB Radio.
Im November 2014 wechselte er zum Radiosender Energy Berlin, wo er die Stelle des leitenden Redakteurs Morning Show bekleidete.
Seit Januar 2018 ist Florian Streso der Programm Manager von Energy Berlin.
Florian Streso wohnt in Berlin-Friedrichshain.

## Künstlerisches Schaffen
Florian Streso wirkt unter dem Pseudonym Effendi Eins als Rapper und Musikproduzent.
Im Jahr 2012 veröffentlichte er in Kollaboration mit Dead Rabbit, Dirty Dasmo und Pifd Big M das Hip-Hop-Album Ego's mit elf selbstproduzierten Tracks.
Seit 2014 gehört er mit dem Berliner Rapper Pifd! der Combo Schoene Menschen an und veröffentlichte die EP DR3I. 2015 veröffentlichten beide Geh mal wieder ins Museum in Zusammenarbeit mit dem Deutschen Historischen Museum Berlin.